# Karthi

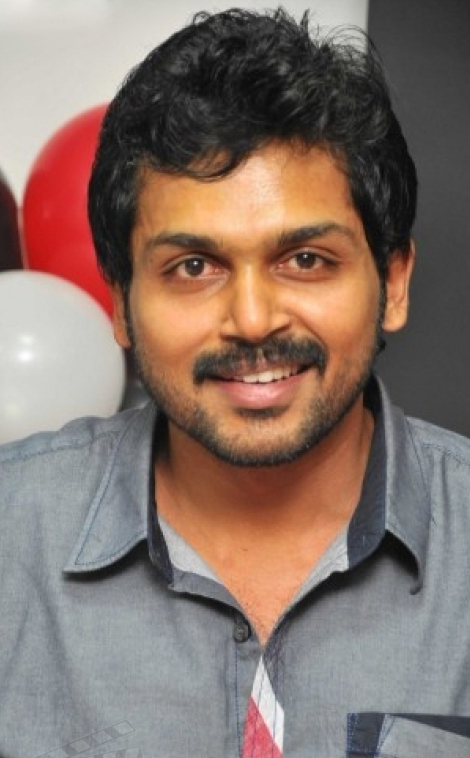
Karthi (2014)

Karthik Sivakumar ⓘ (* 25. Mai 1977 in Chennai, Tamil Nadu, als Karthi) ist ein indischer Schauspieler. Er tritt überwiegend in tamilischen Filmen auf.

## Leben
Karthi wurde als jüngerer Sohn des Schauspielers Sivakumar geboren. Sein älterer Bruder ist der Schauspieler Suriya Sivakumar.
Er besuchte die Padma Seshadri Bala Bhavan School in Chennai und das Crescent College in Irland und schloss sein Studium mit einem Master of Science an der Binghamton University in New York ab.

## Familie
Karthiks ältester Bruder Suriya ist ebenfalls Schauspieler, außerdem ist seine Schwester die Sängerin Brindha.